# Hawaii Open 2016
L'Hawaii Open 2016, anche conosciuto come Hawaii Open presented by the Hawaii Tourism Authority per motivi di sponsorizzazione, è stato un torneo di tennis femminile giocato sul cemento. È stata la prima edizione del torneo, che fa parte del WTA Challenger Tour 2016. Il torneo si è giocato a Honolulu negli Stati Uniti d'America dal 21 al 27 novembre 2016.

## Partecipanti

### Teste di serie
| Nazionalità | Giocatrice          | Ranking* | Testa di serie |
| ----------- | ------------------- | -------- | -------------- |
| Cina        | Zhang Shuai         | 23       | 1              |
| Stati Uniti | Nicole Gibbs        | 76       | 2              |
| Grecia      | Maria Sakkarī       | 89       | 3              |
| Stati Uniti | Catherine Bellis    | 90       | 4              |
| Germania    | Sabine Lisicki      | 91       | 5              |
| Russia      | Evgenija Rodina     | 104      | 6              |
| Spagna      | Sara Sorribes Tormo | 106      | 7              |
| Stati Uniti | Samantha Crawford   | 111      | 8              |

* Ranking al 14 novembre 2016.

### Altre partecipanti
Giocatrici che hanno ricevuto una wild card:
- Usue Maitane Arconada
- Ingrid Neel
- Fanny Stollár
- Katie Swan
- Zhang Shuai

Giocatrici che sono passate dalle qualificazioni:
- Michaela Gordon
- Zhang Nannan

## Campionesse

### Singolare
Catherine Bellis ha sconfitto in finale  Zhang Shuai col punteggio di 6-4, 6-2.

### Doppio
Eri Hozumi /  Miyu Katō hanno sconfitto in finale  Nicole Gibbs /  Asia Muhammad col punteggio di 6(3)–7, 6-3, [10-8].